# Villa Hertha
Villa Hertha är ett kulturminnesskyddat bostadshus i hörnet Storgatan/Östra Vallgatan i Kattrumpan i Kalmar.
Villa Hertha ritades av Carl Bergsten i 1920-talsklassicism och uppfördes 1925 för ägaren till Kalmar varv Birger Jeansson och hustrun Hertha. Det är en tvåvåningsbyggnad i rödbrunt tegel på en sockel av kvaderstenshuggen ölandskalksten. Trädgården avskärmas mot gatan av en hög tegelstensmur. 
Portalen mot gatan är utförd i ignabergakalksten. Över dörren finns en relief i sandsten, som avbildar skeppet Calmare Nyckel. I trädgården fanns tidigare en kryddträdgård, som skiljs från den övriga trädgården av ett gjutjärnsstaket ritat av Anna Petrus.

## Externa bilder
- Bild på Villa Hertha
- Bild på Villa Hertha